# Synthemis cyanitincta
Synthemis cyanitincta är en trollsländeart som beskrevs av Tillyard 1908. Synthemis cyanitincta ingår i släktet Synthemis och familjen skimmertrollsländor. Inga underarter finns listade i Catalogue of Life.